# 永野芳辰

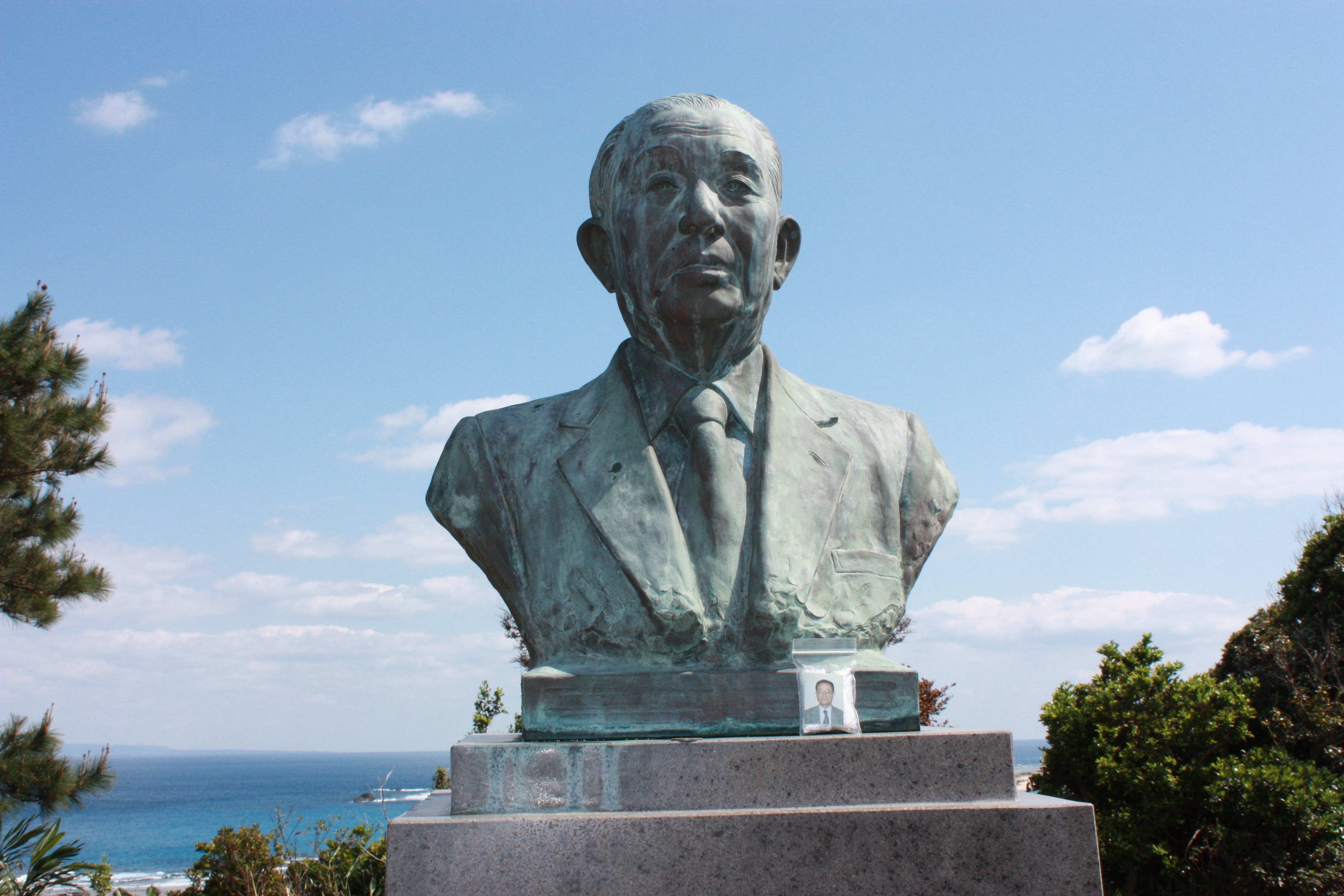
永野芳辰の胸像

永野 芳辰（ながの よしたつ、1898年（明治31年）2月20日 - 1984年（昭和59年））は、日本の内務官僚・実業家。高知県知事。1953年（昭和28年）12月25日の奄美群島本土復帰立役者のひとり。

## 来歴
鹿児島県大島郡笠利村の佐仁（奄美大島、現奄美市）で、永野孫七の長男として誕生。1918年（大正七年）旧制鹿児島県立第二鹿児島中学校卒業、1922年（大正11年）旧制第七高等学校造士館卒業、1925年（大正14年）京都帝国大学法学部政治学科卒業。
愛知県属を振り出しに沖縄県、福島県、北海道、東京府各課長、北海道拓殖部長を経て1941年（昭和15年）大政翼賛会地方部長に就任。その後秋田県総務部長兼学務部長、広島県部長・経済部長、同内政部長を経て、1945年（昭和20年）10月、高知県知事に就任。1946年（昭和21年）1月、九州地方商工局長に転任。しかし大政翼賛会時代翼賛選挙の担当部長として活躍したことが仇となりGHQの公職追放令に該当のため政界進出の野望を断念する。
以降、実業界に転出。飯野炭鉱を初め各種業界の役員を兼務。その間日本経営者団体連盟理事、通商産業合理化審議会委員、選挙制度審議会委員、地方制度調査会委員等に就任。1962年（昭和37年）奄美群島振興審議官委員、1975年（昭和50年）一月奄美群島振興開発審議会委員として郷土発展に尽くす。
特に終戦後の米軍との処理問題では目ざましい働きをし、これらの功績に対し1970年（昭和45年）4月25日正五位勲二等瑞宝章を授与。奄美大島あやまる岬には、1976年（昭和51年）2月11日、全国笠利町出身者によって寄贈された胸像がある。

## 親族
- 実弟 永野林弘 - 初代鹿児島県教育長